# Agnesi-féle görbe

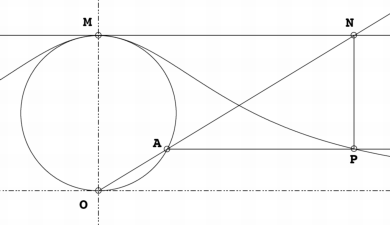
Agnesi-féle görbe

Agnesi-féle görbe (ejtsd: Anyeszi) síkgörbe, algebrai görbe, nevét Maria Gaetana Agnesi (1718–1799) olasz nyelvész, matematikus és filozófus után kapta.
Szerkesztése az ábra jelöléseivel: Jelöljünk ki egy kör kerületén egy O pontot. Húzzuk meg az OA szelőt, az A pont a kör tetszőleges másik pontja. Az M pont az O pont átmérőjén lévő átellenes kör-pont. Az OA szelő N pontban metszi a körhöz az M pontban húzott érintőt. Az N pontban OM-el húzott párhuzamos egyenes és erre az A-ban állított merőleges a P pontban metszi egymást. Az A pont helyének változtatásával ilyen módon megszerkesztett P pontok az Agnesi-féle görbe mértani helyét alkotják.
A görbe aszimptotája a körhöz O pontban húzott érintő, a görbe szimmetrikus az OM egyenesre.

## Egyenletei

Az Agnesi-féle görbe szerkesztését mutató animáció

Legyen O pont az origó és M a pozitív y-tengelyen. Legyen a kör sugara a. Ekkor a görbe egyenlete derékszögű koordináta-rendszerben:
{\displaystyle y={\frac {8a^{3}}{x^{2}+4a^{2}}}}.
Ha a=1/2, ez az egyenlet ilyen alakra egyszerűsödik:
{\displaystyle y={\frac {1}{x^{2}+1}}.}
Egy paraméteres egyenletrendszere, ha {\displaystyle \vartheta \,} az OM és OA egyenesek által bezárt szög az óramutató járása szerint mérve:
{\displaystyle x=2a\ \operatorname {tg} \vartheta ,\ y=2a\cos ^{2}\vartheta .\,}
Egy másik paraméteres egyenletrendszer esetén legyen {\displaystyle \varphi \,} az OA egyenes és az x-tengely által bezárt, az óramutató járásával ellenkező irányban növekvő szög:
{\displaystyle x=2a\ \operatorname {ctg} \varphi ,\ y=2a\sin ^{2}\varphi .\,}

## Tulajdonságai

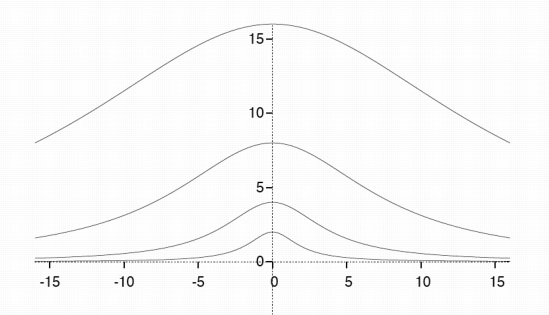
Agnesi-féle görbék a=1, a=2, a=4 és a=8 állandóval.

- Az {\displaystyle M(0,a)\,} csúcspontban a görbületi sugár:

{\displaystyle R_{M}={\frac {a}{2}}}
- A görbe inflexiós pontjai:

{\displaystyle B{\bigg (}a{\sqrt {3}},{\frac {3a}{4}}{\bigg )}\,}
és
{\displaystyle C{\bigg (}-a{\sqrt {3}},{\frac {3a}{4}}{\bigg )}\,}.
Ezekben a pontokban az érintők meredeksége:
{\displaystyle \operatorname {tg} \alpha _{B}=-3{\sqrt {3/8}}}
és
{\displaystyle \operatorname {tg} \alpha _{C}=3{\sqrt {3/8}}}
- A görbe és aszimptotája közötti terület négyszerese a származtató kör területének, azaz

{\displaystyle T=4\pi a^{2}\,}.
- A görbének, mint meridiángörbének az aszimptota körüli megforgatásával származtatott forgástest térfogata:

{\displaystyle V=4\pi ^{2}a^{3}\,}.
- A görbe súlypontja a {\displaystyle {\Big (}0,{\frac {a}{2}}{\Big )}} pont.